# Колір граната
«Колір граната» (вірм. Նռան գույնը) — поетична кінопритча Сергія Параджанова про вірменського поета Саят-Нова, знята у 1968 році на кіностудії «Вірменфільм». Авторська назва — «Саят-Нова».
Фільм розбитий на кілька новел і в кожній з того чи іншого боку показано життя і ставлення до нього відомого вірменського поета Саят-Нови.

## Синопсис
Життя Саят-Нови зображено в низці алегоричних епізодів, які показують дитинство, юність, зрілість, старість та смерть поета.
Фільм починається сценами з хлібом і рибою — символами християнства, та гранатів, з яких витікає червоний сік — символ життя та страждання. Надалі червоний колір проходить через увесь фільм.
Дитинство поета, що проходило в монастирі в Санаїні, асоціюється з вулицями стародавнього Тбілісі, церквами, хачкарами, майстрами різних ремесел із Авлабарі. Сцени господарських робіт чергуються з церковними відспівуваннями найважливіших моментів життя — хрещення, вінчання та поховання. Майбутній поет бере одну з книг, врятованих після зливи, та розглядає в ній малюнки, сидячи на даху. Звідти йому відкривається краєвид навколишнього світу і звідти ж починається його розуміння світу взагалі. Батьки символічно прагнуть захистити сина від різних нещасть: ховають його під ковдрами, приносять у жертву білого півня.
Батьки Саят-Нови помирають, потім слідує похорон молодої жінки, свідком якого став поет. Похорони супроводжує танець жінок-плакальниць і чоловічий спів. Саян-Нова бачить сон, у якому повертається у дитинство, де зустрічається із малим самим собою, своїми батьками та бабусею.
Ставши придворним поетом царя Іраклія II (в фільмі фігурує як князь), Саят-Нова закохується в його сестру Анну Батонішвілі, вагається між любов'ю плотською та духовною. Зрештою він добровільно йде у монастир, щоб сховатися від плотських спокус пишного, але безладного царського двору та віднайти істину. В монастирі він ховає померлого на ім'я Арутюн, а потім хрестить новонародженого з таким же іменем, що символізує його власне переродження (Арутюн — справжнє ім'я поета).
На монастир нападає перський шах Ага-Мехмед Каджар, що зображено непрямо, а через сцени поета з черепом і стіну, з якої під ударом кинджала ллється кров.
Саят-Нову супроводжує образ янгола, що намагається віддати кому-небудь жменю землі. Поет знаходить спокій у церкві святого Геворга під Мец Бердом, що тільки будується, і возз'єднується з родиною в картині, схожій на ікону (історично він був убитий загарбниками після відмови зректися своєї віри). Білі півні оточують мертвого поета, що лежить серед них, як жертва, принесена заради того, щоб у світі існувала краса. Голос Саят-Нови лишається в храмі.

## Ролі
- Вілен Галустян — Саят-Нова, поет у монастирі
- Софіко Чіаурелі — юний поет; кохана поета (Анна Батонішвілі); муза поета; мім; ангел; божевільна монашка
- Мелкон Алекян — поет у дитинстві
- Георгій Гегечкорі — поет у старості
- Оганес Мінасян — князь (мається на увазі Іраклій II)
- Спартак Багашвілі — батько поета
- Медея Джапарідзе — мати поета

## Знімальна група
- Мікаель Аракелян — декоратор
- Степан Андранікян — художник-постановник
- Михайло Вартанов — закулісний документаліст

## Виробництво
У 1963 році була 250-а річниця з дня народження вірменського поета Арутюна Саядана, відомого під псевдонімом Саят-Нова. Партійна влада Радянського Союзу вирішила зробити з цього майстра любовної лірики, широко відомої на Кавказі, символ радянської «дружби народів». Сергій Параджанов дав своєму фільму про поета назву «Саят-Нова». Він став першим повнометражним фільмом, у якому Параджанов всебічно реалізував нову поетичну кіномову, накреслену в пробах до «Київських фресок» (1966) та «Акопі Овнатаняні» (1967). Сценарій було затверджено у 1966 році. Того ж року Сергій Параджанов покинув Україну та вирушив до Вірменії для зйомок, що проходили у церкві св. Іоанна села Ардві Лорійської області.
Кіностудія «Вірменфільм» планувала почати роботу над фільмом у індивідуальній творчій манері Параджанова, але після проб критики визнали фільм надто символічним і незрозумілим для глядачів.
Першу версію Параджанов мусив скоротити на вимогу цензорів і перейменувати на «Колір граната». Вона вийшла в обмежений прокат 1968 року. 1970 року фільм було представлено московському керівництву, яке зробило висновок, що «Колір граната» не можна рекомендувати для широкої глядацької авдиторії Радянського Союзу. Потім режисер Сергій Юткевич додав інтертитри між епізодами та природні звуки, видалив еротично та релігійно навантажені сцени. Кожна глава отримала назву («Дитинство поета», «Поет при дворі князя» тощо), а кожна назва підкріплювалася або короткою цитатою з творів поета, або пояснювальною анотацією («Поет іде з монастиря», «Поет ховає своє кохання»). Ця версія вийшла в прокат у 1973 році, а Параджанов уперше побачив її тільки в 1988 році.
Фільм наслідує середньовічні фрески, багато його персонажів зображені фронтально та рухаються вертикально чи горизонтально. Живописність кадрів підкреслюється також періодичною появою різноманітних рамок, які підсилюють враження, що на екрані — ожилі ілюстрації з релігійних текстів. Сам фільм нагадує ікону з житієм: серією зображень, які складають обрамлення, в якому розкриваються ключові епізоди життя особи.
У 2014 році фільм було відреставровано, переведено в цифрову форму та перемонтовано, щоб максимально наблизити до оригінального бачення режисера. Світова прем'єра відбулася на 67-му Каннському кінофестивалі. Реставрація була виконана Кінофондом Мартіна Скорсезе спільно з Cineteca di Bologna. За реставрацію «Кольору граната» Мартін Скорсезе здобув премію Інституту Параджанова-Вартанова 2014 року. Реставрована версія видана на дисках Blu-ray 19 лютого 2018 року у Великій Британії.

## Вплив
Кліп Марка Романека на пісню Мадонни «Bedtime Stories» (1995) використовує символи з фільмів Параджанова «Колір граната» і Андрія Тарковського «Сталкер» та «Ностальгія».
О́брази з «Кольору граната», особливо костюми, втілено в фільмі «Клітка» (2000) дизайнеркою Ейко Ісіокою.
Чилійсько-американський композитор Ніколас Джаар випустив у 2015 році музичний альбом «Pomegranates» як «альтернативний саундтрек» до фільму Параджанова. Показ фільму з живим виступом Джаара був запланований на фестивалі Cinefamily в Лос-Анджелесі 22 лютого 2017 року, але через заперечення Інституту Параджанова-Вартанова та The Film Foundation він відбувся з оригінальним саундтреком.
«Колір граната» став основою для кліпу-фільму Леді Гаги «911» (2020). Режисер кліпу-фільму Тарсем Сінгх майже 20 років мріяв втілити своє натхнення фільмом Параджанова. Інші два джерела натхнення — «Свята гора» Алехандро Ходоровського, «8 1/2» Федеріко Фелліні.
Фільм послугував джерелом натхнення для колекцій одягу Антоніо Марраса у 2016 році та Бічолли Тетрадзе в 2020.

## Реставрація
У 2014 році фільм було відреставровано та відредаговано у форматі 4K, щоб максимально наблизити його до оригінального бачення режисера, а світова прем'єра відбулася на 67-му Каннському кінофестивалі. Прем'єра у США відбулася 20 вересня 2014 року в Музеї мистецтв округу Лос-Анджелес (LACMA), і її представив Мартірос Вартанов. Прем'єра на Східному узбережжі відбулася на 52-му Нью-Йоркському кінофестивалі 2 жовтня 2014 року, її представив Мартін Скорсезе. Реставрацію було завершено Кінофондом Скорсезе спільно з Cineteca di Bologna, а критик і програмний директор фестивалю в Торонто Джеймс Куандт назвав її «кінематографічним Святим Граалем». 2014 року Мартін Скорсезе отримав нагороду Інституту Параджанова-Вартанова за реставрацію «Кольору граната».
Blu-ray у 1080p з реставрацією вийшов у Великій Британії 19 лютого 2018 року, а американський реліз The Criterion Collection з документальним фільмом Михайла Вартанова «Колір вірменської землі» 1969 року — 17 квітня 2018 року.